# Кересть (Новгородська область)
Кересть (рос. Кересть) — селище в Новгородському районі Новгородської області Російської Федерації.
Населення становить 158 осіб. Входить до складу муніципального утворення Тьосово-Нетильське сільське поселення.

## Історія
Від 2004 року входить до складу муніципального утворення Тьосово-Нетильське сільське поселення.

## Населення
| 2010 |
| ---- |
| 158  |